# Nejvyšší body geomorfologických celků v Česku

Sněžka (1603 m n. m.), Krkonoše

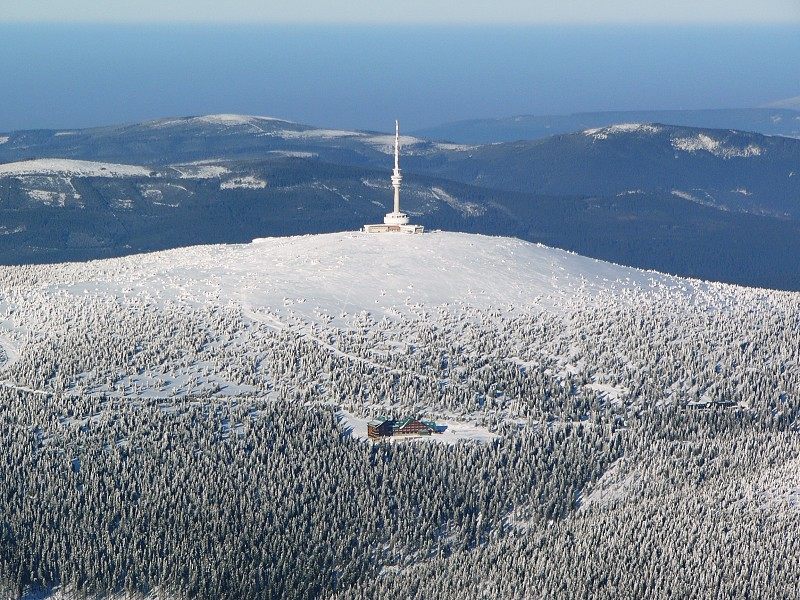
Praděd (1491 m n. m.), Hrubý Jeseník

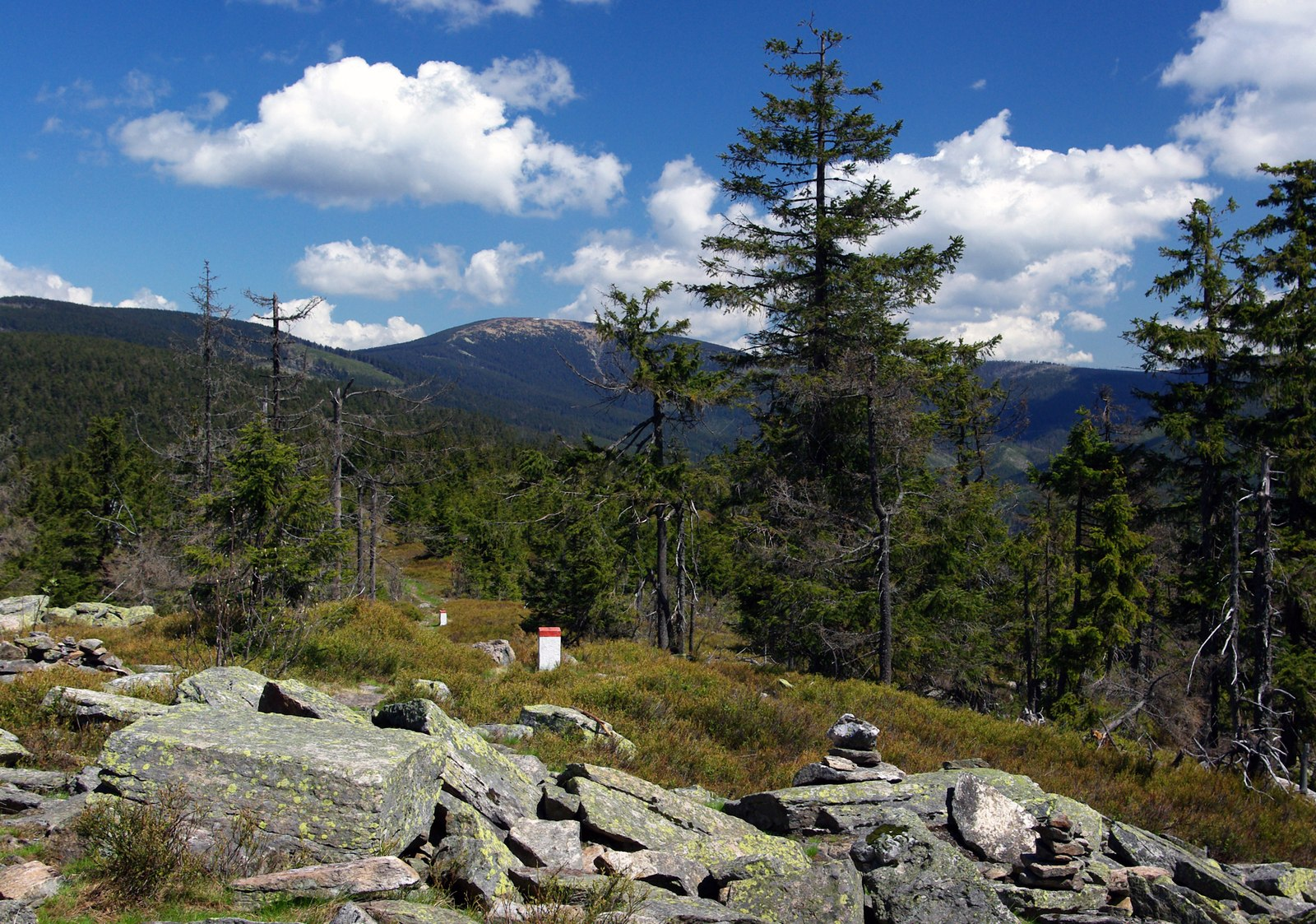
Králický Sněžník (1423 m n. m.), Králický Sněžník

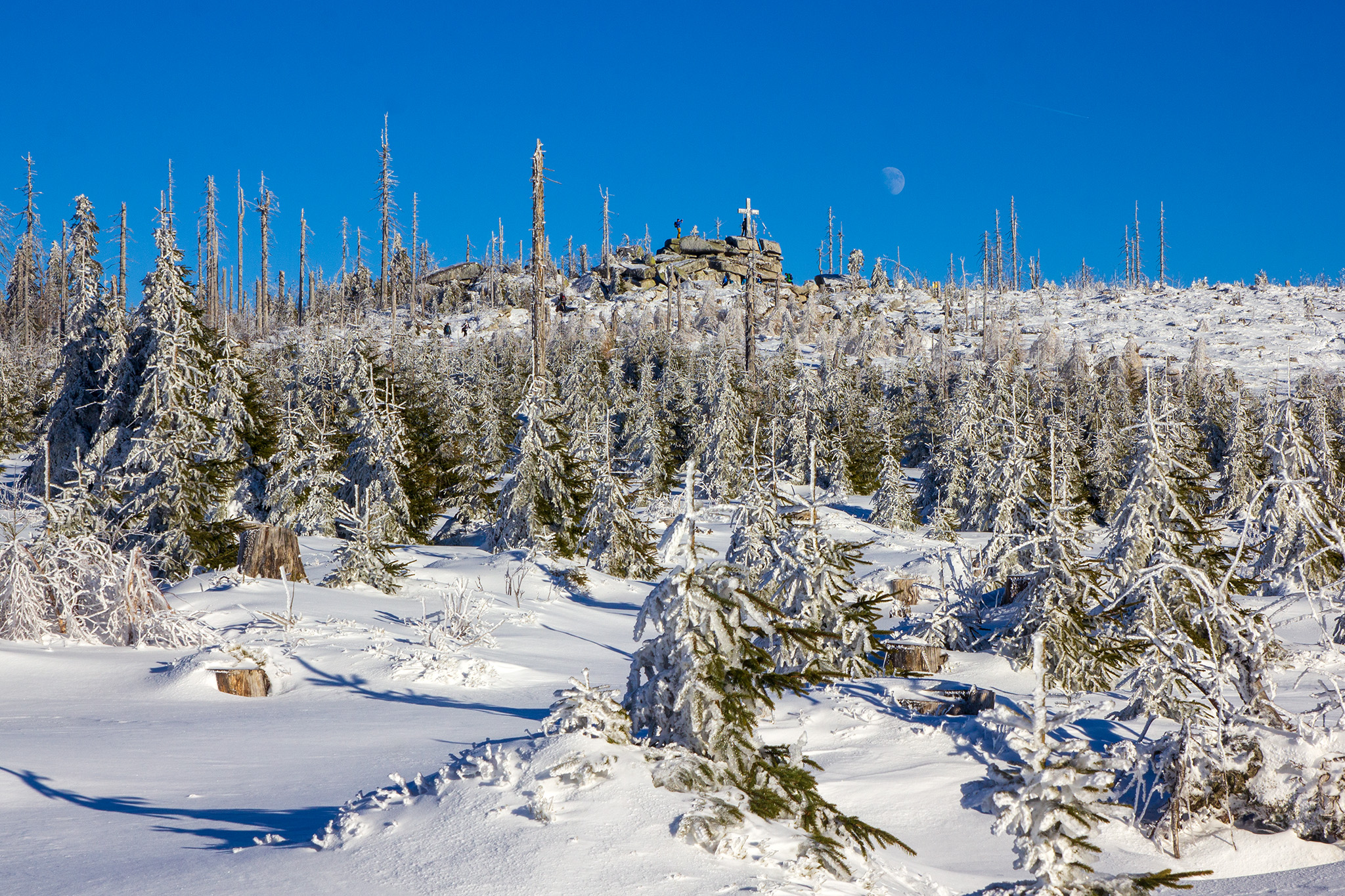
Plechý (1378 m n. m.), Šumava

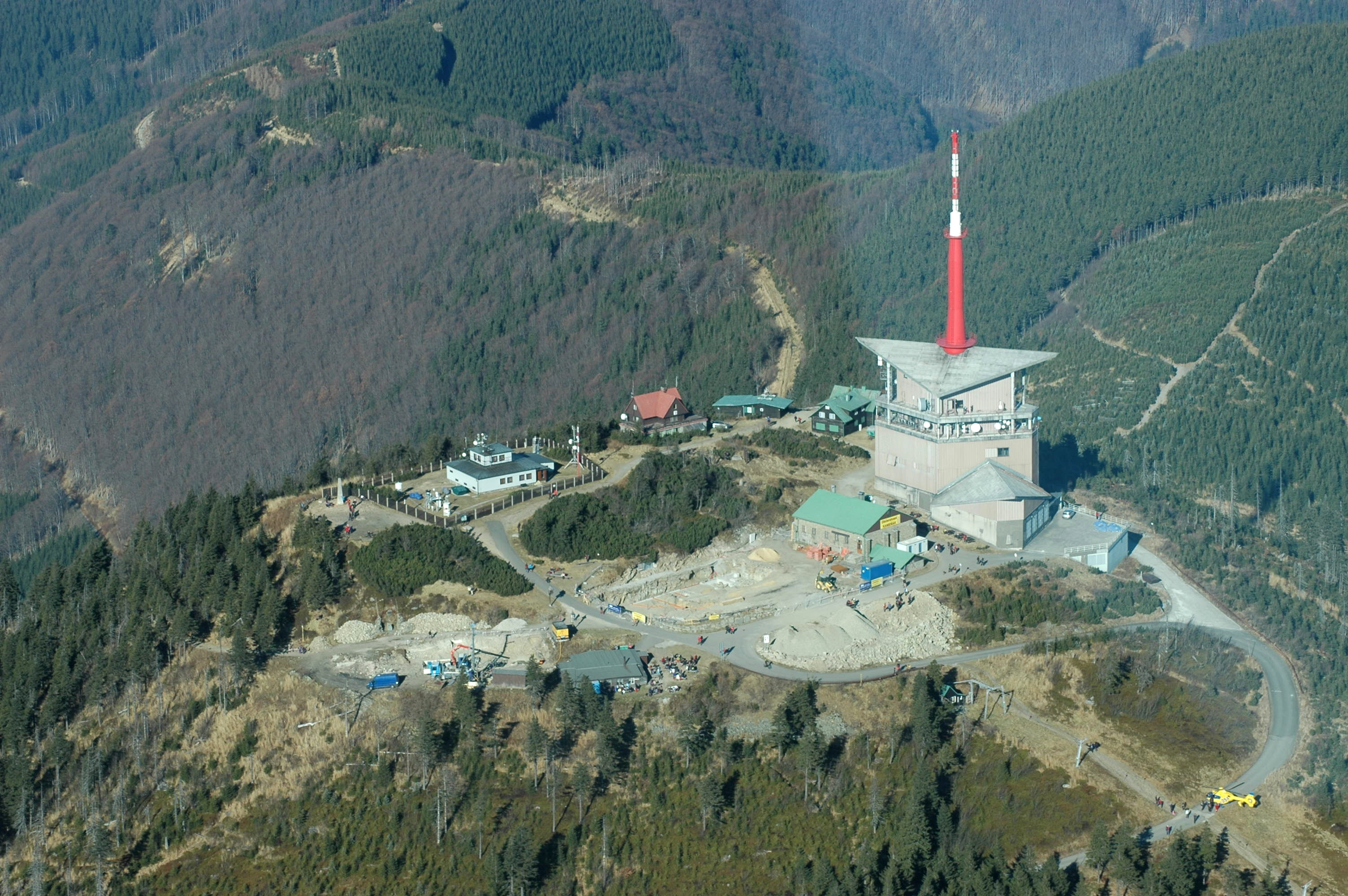
Lysá hora (1324 m n. m.), Moravskoslezské Beskydy

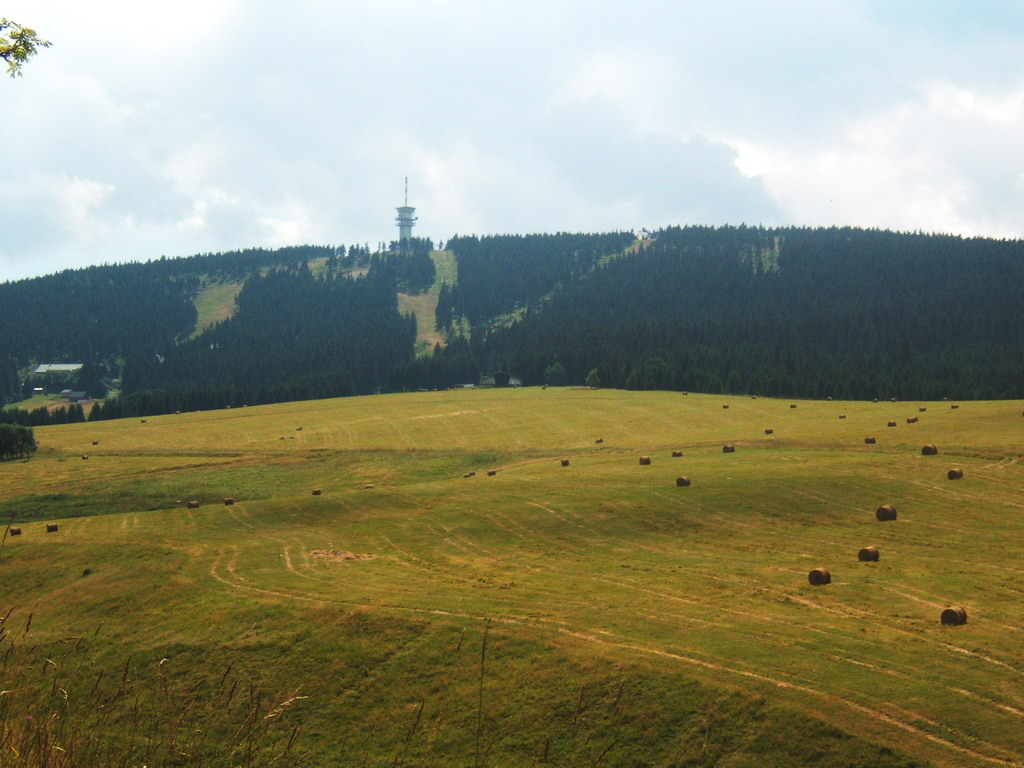
Klínovec (1244 m n. m.), Krušné hory

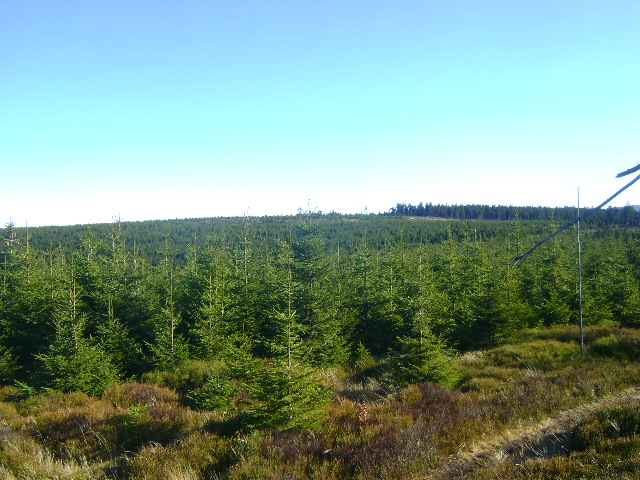
Smrk (1127 m n. m.), Rychlebské hory

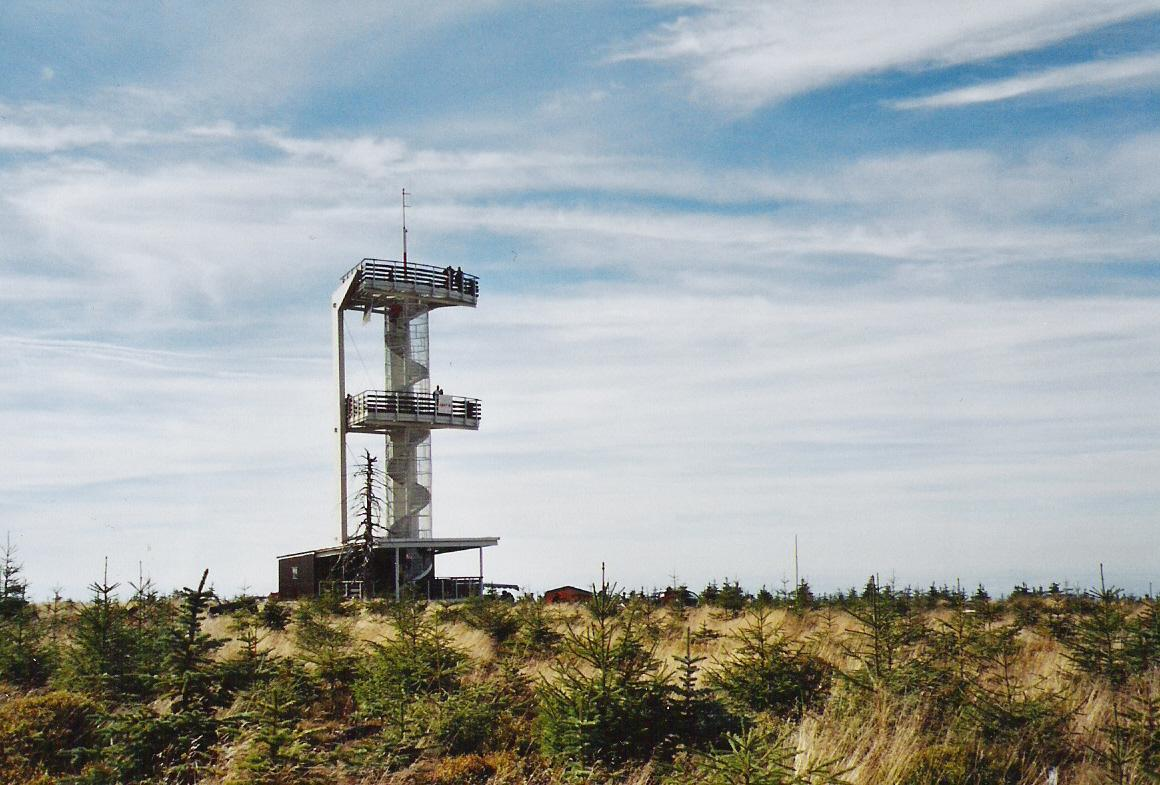
Smrk (1124 m n. m.), Jizerské hory

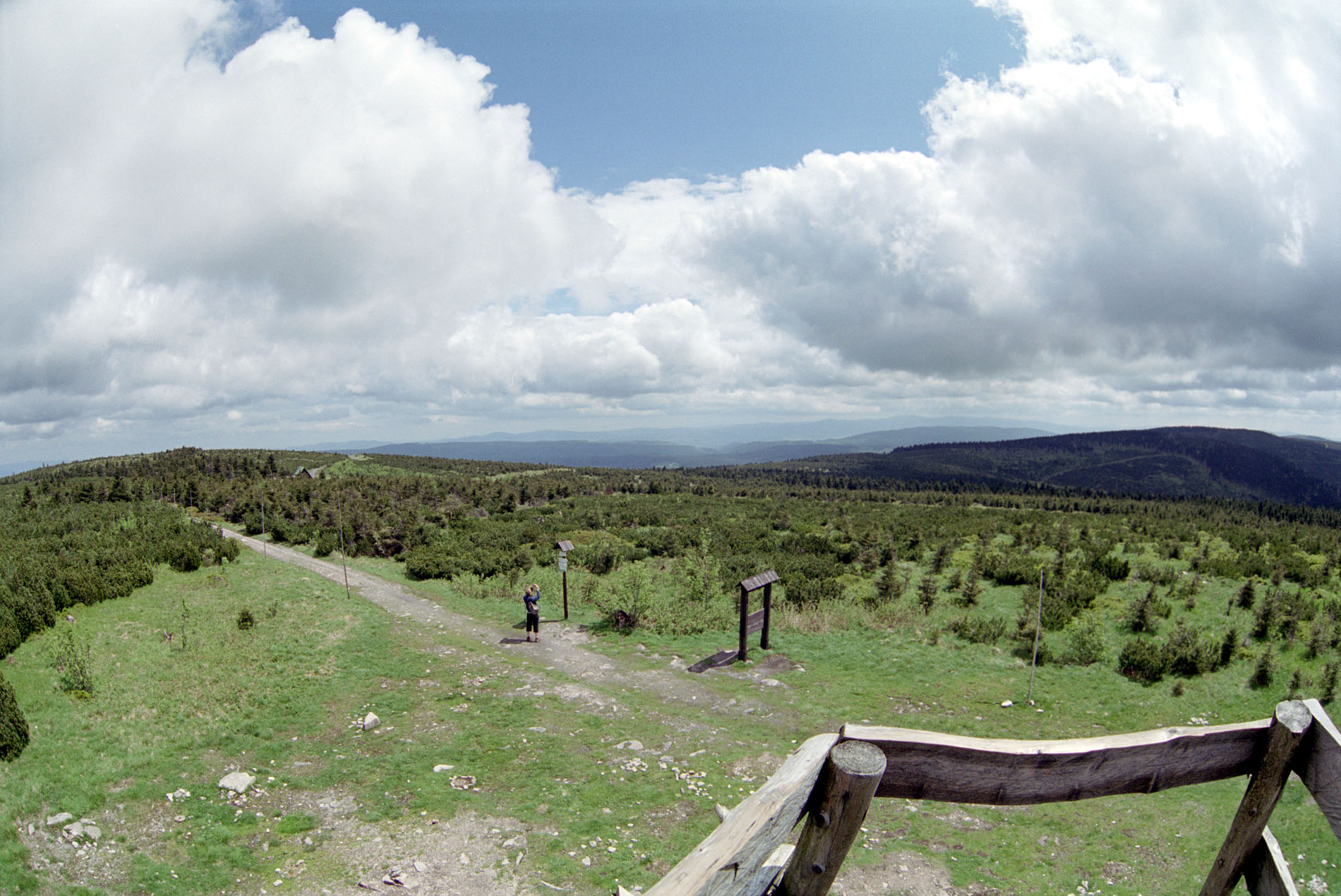
Velká Deštná (1116 m n. m.), Orlické hory

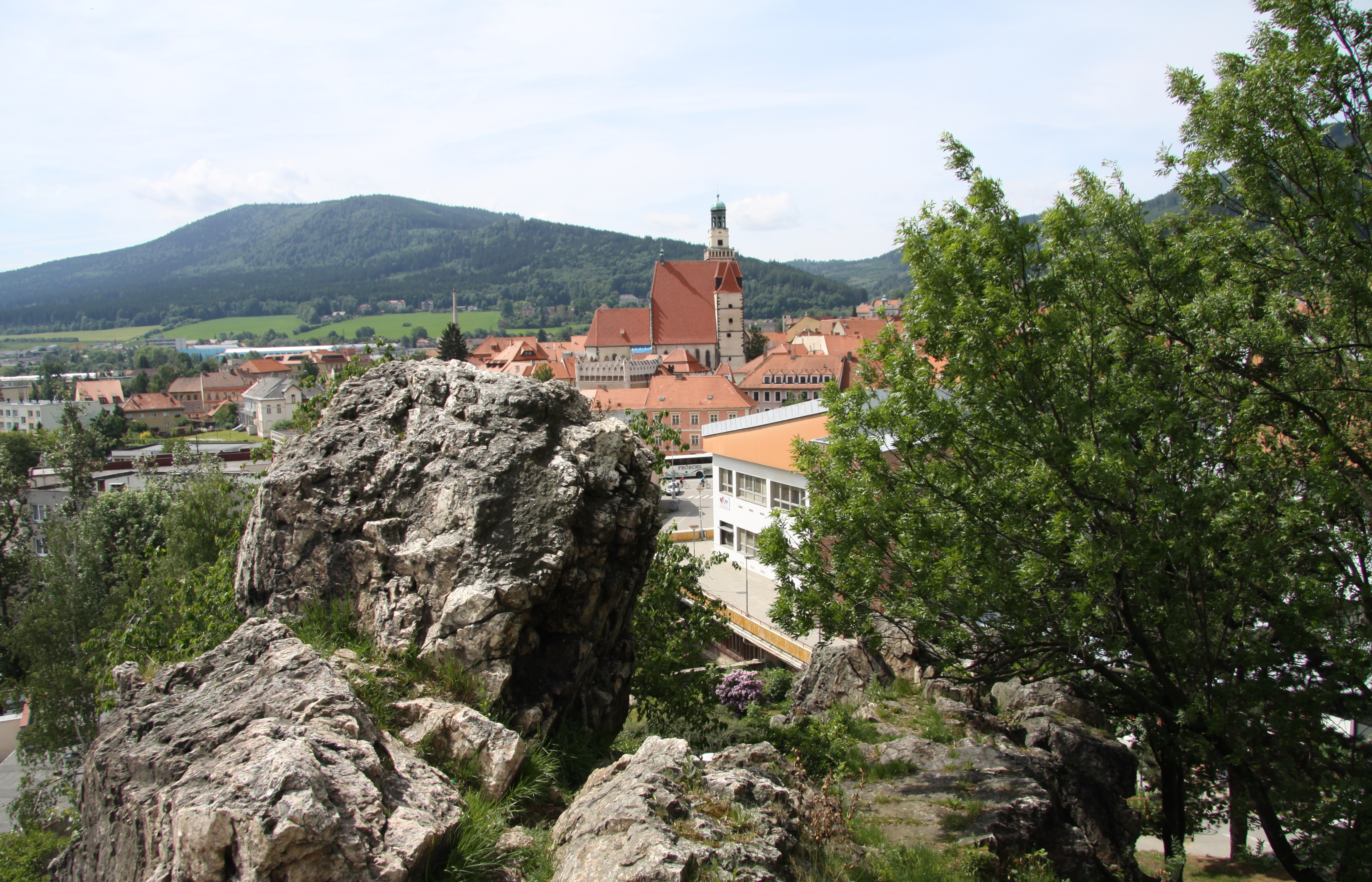
Libín (1094 m n. m.), Šumavské podhůří

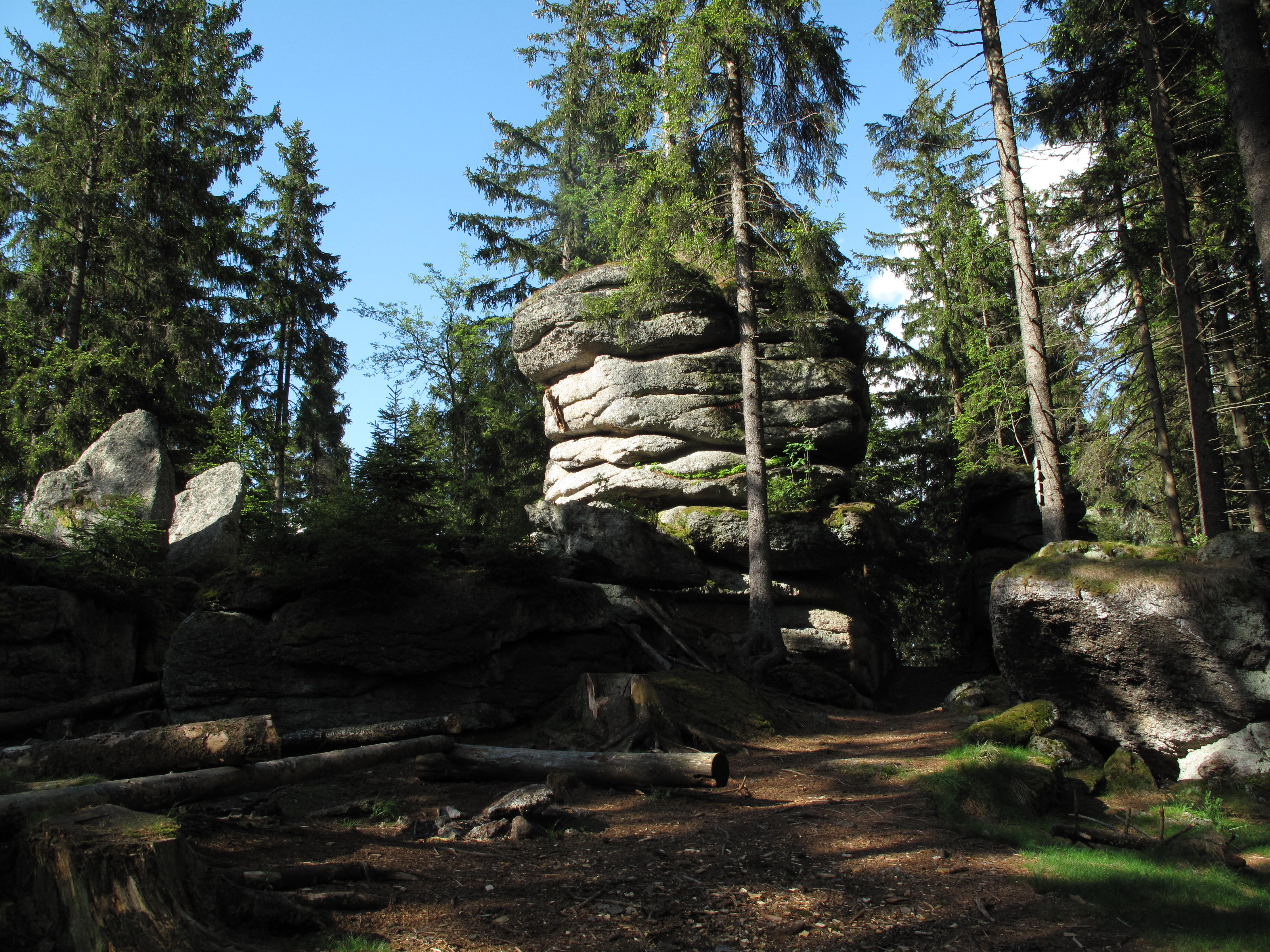
Kamenec (1073 m n. m.), Novohradské hory

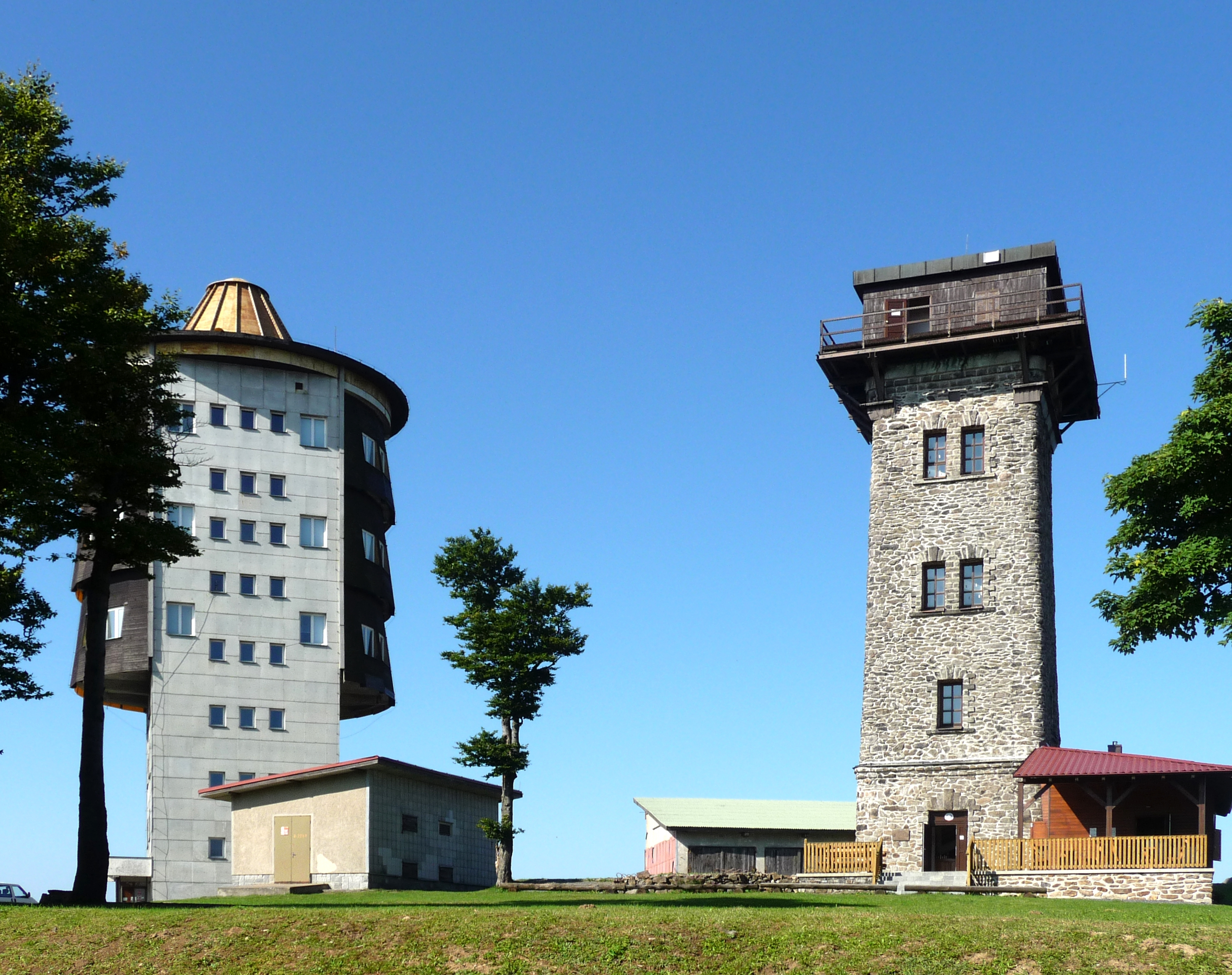
Čerchov (1042 m n. m.), Český les

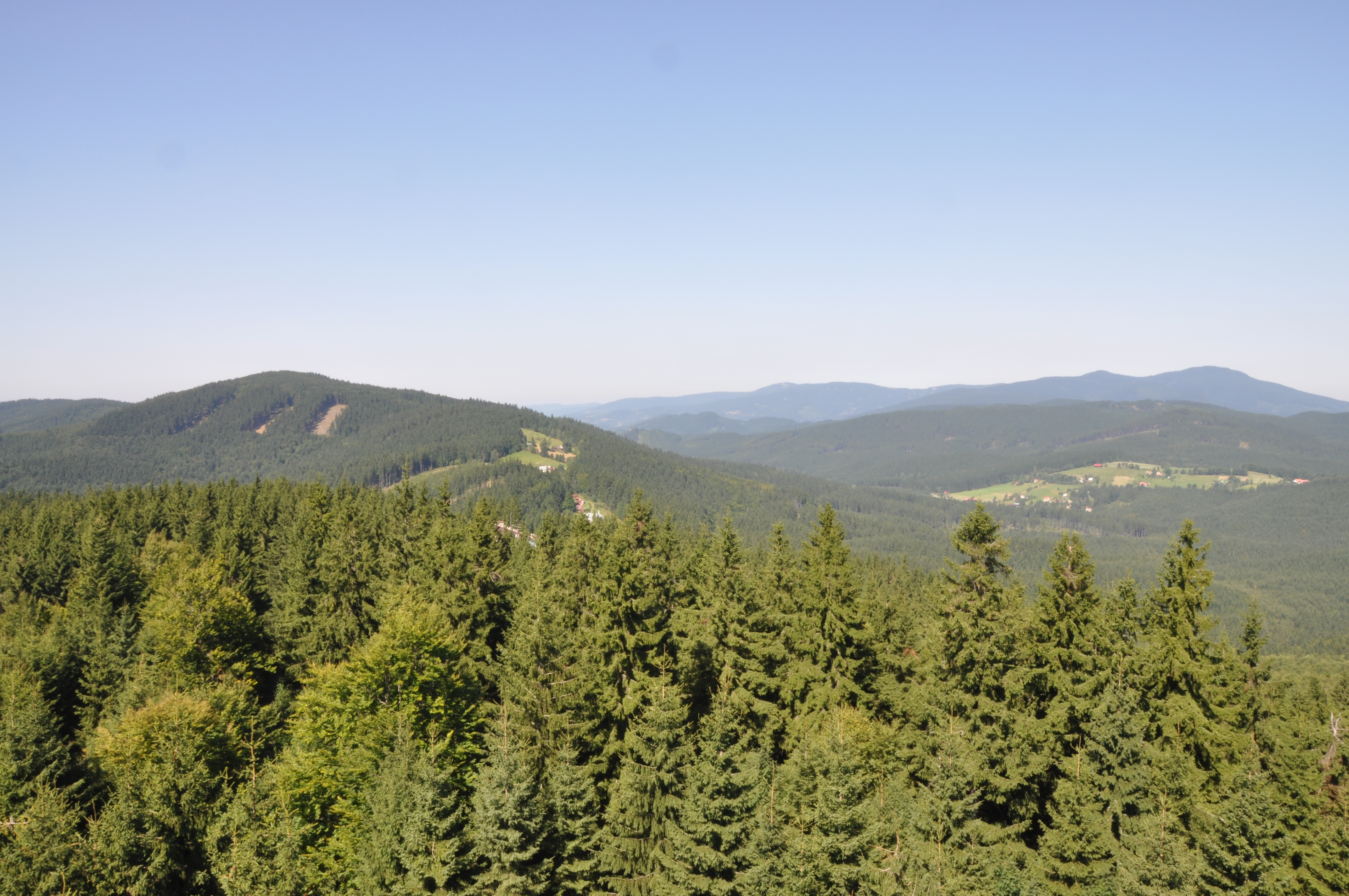
Vysoká (1024 m n. m.), Hostýnsko-vsetínská hornatina

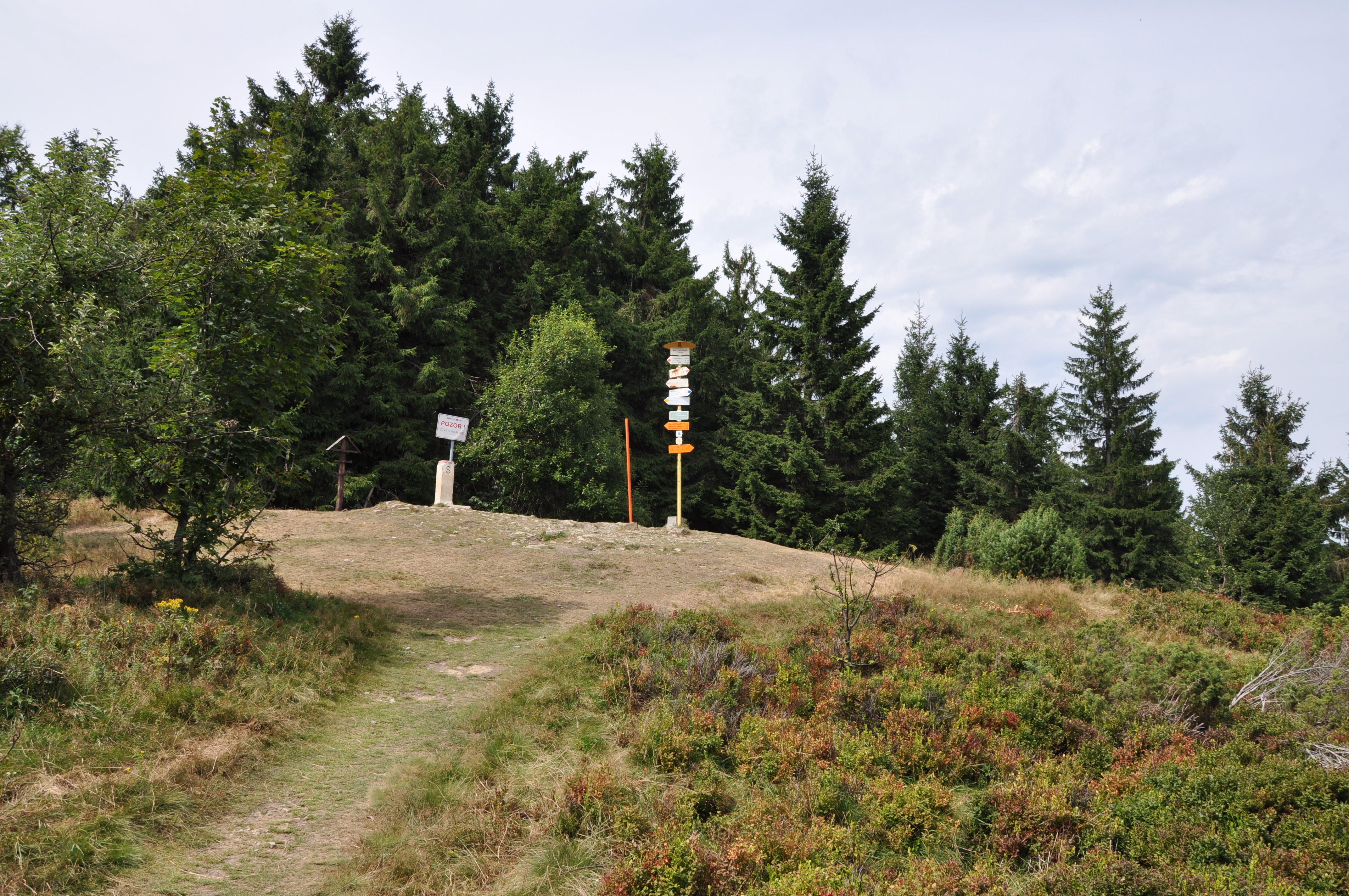
Malý Javorník (1019 m n. m.), Javorníky

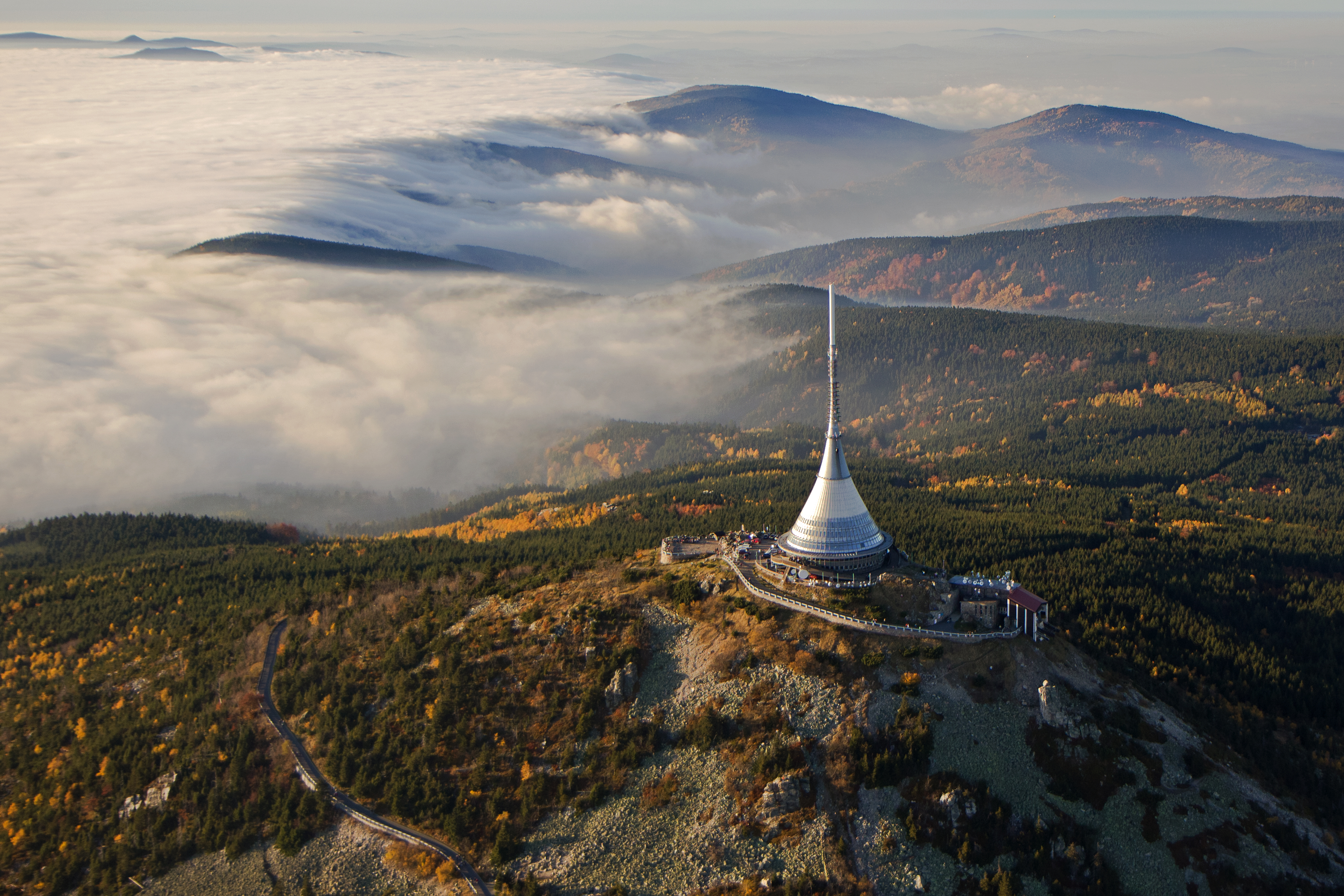
Ještěd (1012 m n. m.), Ještědsko-kozákovský hřbet

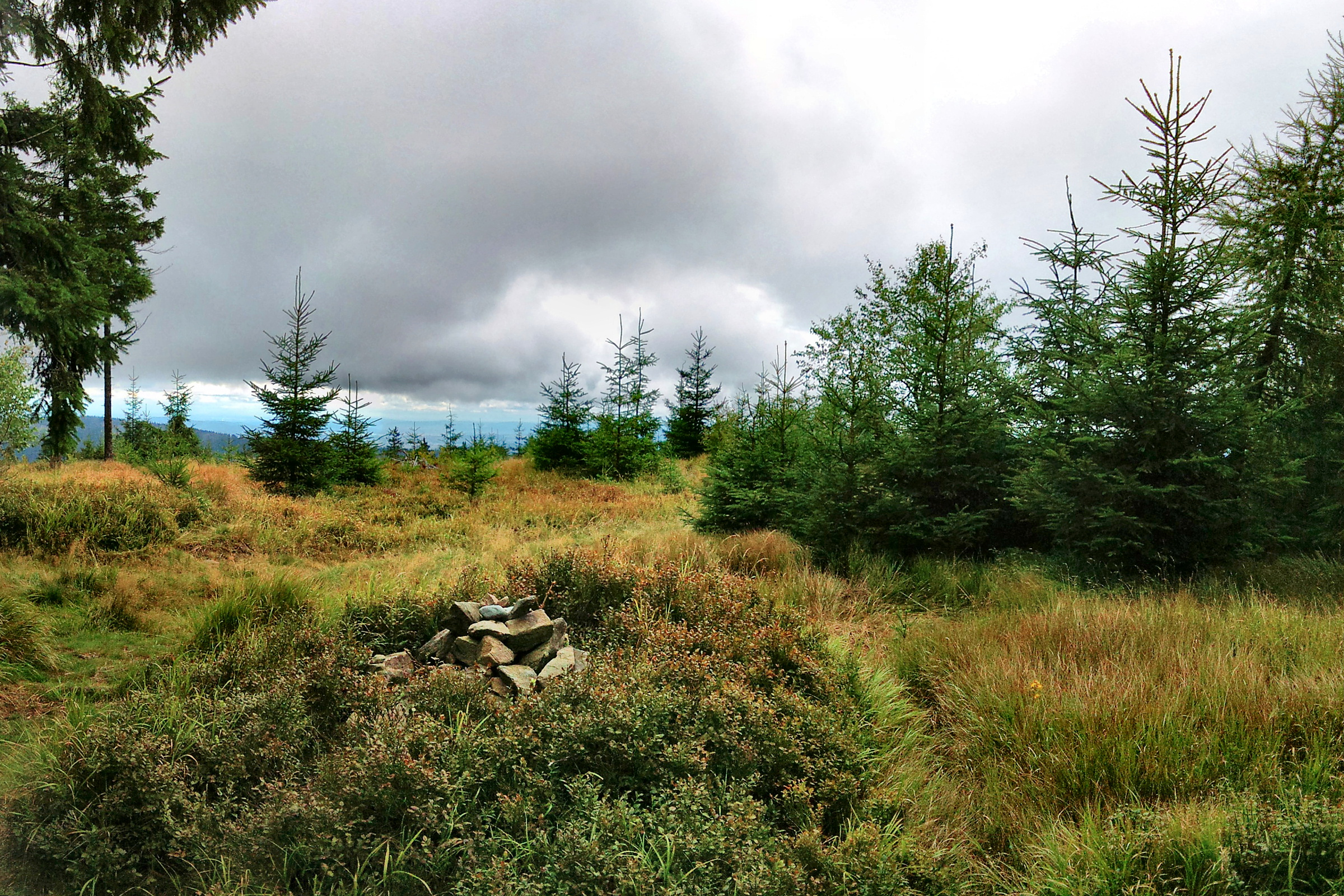
Jeřáb (1003 m n. m.), Hanušovická vrchovina

Seznam nejvyšších bodů geomorfologických celků v Česku obsahuje nejvýše položená místa všech geomorfologických celků, které se zcela nebo částečně rozkládají na území České republiky. U celků, které zasahují na území sousedních států, je vždy uveden nejvyšší bod české části. Vzhledem k tomu, že u některých celků není doposud ustálená hranice, uvádějí mnohdy různé zdroje u jednoho celku různé nejvyšší body. Z tohoto důvodu může v seznamu v průběhu času docházet ke změnám.

## Seznam
| #   | Celek                         | Nejvyšší bod         | Výška (m n. m.) | Souřadnice                       | Přístup |
| --- | ----------------------------- | -------------------- | --------------- | -------------------------------- | --- |
| 1.  | Krkonoše                      | Sněžka               | 1603            | 50°44′10″ s. š., 15°44′25″ v. d. | červená turistická značka · žlutá turistická značka · naučná turistická značka · PLčervená turistická značka                          |
| 2.  | Hrubý Jeseník                 | Praděd               | 1491            | 50°04′58″ s. š., 17°13′52″ v. d. | zelená turistická značka · naučná turistická značka                                                                                   |
| 3.  | Králický Sněžník              | Králický Sněžník     | 1423            | 50°12′27″ s. š., 16°50′51″ v. d. | červená turistická značka · žlutá turistická značka · naučná turistická značka · PLzelená turistická značka                           |
| 4.  | Šumava                        | Plechý               | 1378            | 48°46′16″ s. š., 13°51′29″ v. d. | červená turistická značka · žlutá turistická značka                                                                                   |
| 5.  | Moravskoslezské Beskydy       | Lysá hora            | 1324            | 49°32′45″ s. š., 18°26′51″ v. d. | červená turistická značka · modrá turistická značka · žlutá turistická značka · naučná turistická značka                              |
| 6.  | Krušné hory                   | Klínovec             | 1244            | 50°23′46″ s. š., 12°58′04″ v. d. | červená turistická značka · žlutá turistická značka                                                                                   |
| 7.  | Rychlebské hory               | Smrk                 | 1127            | 50°13′43″ s. š., 17°02′01″ v. d. | místníčervená turistická značka |
| 8.  | Jizerské hory                 | Smrk                 | 1124            | 50°53′21″ s. š., 15°16′23″ v. d. | modrá turistická značka |
| 9.  | Orlické hory                  | Velká Deštná         | 1116            | 50°18′05″ s. š., 16°23′52″ v. d. | červená turistická značka · zelená turistická značka · naučná turistická značka                                                       |
| 10. | Šumavské podhůří              | Libín                | 1094            | 48°58′44″ s. š., 14°00′42″ v. d. | červená turistická značka · modrá turistická značka                                                                                   |
| 11. | Novohradské hory              | Kamenec              | 1073            | 48°35′06″ s. š., 14°40′10″ v. d. | zelená turistická značka |
| 12. | Český les                     | Čerchov              | 1042            | 49°22′58″ s. š., 12°47′06″ v. d. | modrá turistická značka · zelená turistická značka                                                                                    |
| 13. | Hostýnsko-vsetínská hornatina | Vysoká               | 1024            | 49°24′14″ s. š., 18°21′40″ v. d. | červená turistická značka |
| 14. | Javorníky                     | Malý Javorník        | 1019            | 49°18′21″ s. š., 18°18′12″ v. d. | červená turistická značka · modrá turistická značka · žlutá turistická značka · naučná turistická značka                              |
| 15. | Ještědsko-kozákovský hřbet    | Ještěd               | 1012            | 50°43′56″ s. š., 14°59′07″ v. d. | červená turistická značka · naučná turistická značka                                                                                  |
| 16. | Hanušovická vrchovina         | Jeřáb                | 1003            | 50°03′23″ s. š., 16°48′47″ v. d. | modrá turistická značka |
| 17. | Slezské Beskydy               | Velká Čantoryje      | 995             | 49°40′44″ s. š., 18°48′17″ v. d. | červená turistická značka · modrá turistická značka · žlutá turistická značka · naučná turistická značka · PLzelená turistická značka |
| 18. | Slavkovský les                | Lesný                | 983             | 50°02′07″ s. š., 12°36′57″ v. d. | modrá turistická značka |
| 19. | Zlatohorská vrchovina         | Příčný vrch          | 975             | 50°13′10″ s. š., 17°23′01″ v. d. | červená turistická značka |
| 20. | Bílé Karpaty                  | Velká Javořina       | 970             | 48°51′28″ s. š., 17°40′32″ v. d. | červená turistická značka · modrá turistická značka                                                                                   |
| 21. | Podbeskydská pahorkatina      | Skalka               | 964             | 49°33′10″ s. š., 18°18′03″ v. d. | modrá turistická značka · žlutá turistická značka                                                                                     |
| 22. | Doupovské hory                | Hradiště             | 934             | 50°13′05″ s. š., 13°07′36″ v. d. | neznačeno |
| 23. | Broumovská vrchovina          | Královecký Špičák    | 881             | 50°39′28″ s. š., 15°59′18″ v. d. | modrá turistická značka |
| 24. | Novohradské podhůří           | Kohout               | 871             | 48°46′07″ s. š., 14°34′57″ v. d. | zelená turistická značka |
| 25. | Brdská vrchovina              | Tok                  | 865             | 49°42′16″ s. š., 13°52′37″ v. d. | červená turistická značka · zelená turistická značka · naučná turistická značka                                                       |
| 26. | Tepelská vrchovina            | Podhorní vrch        | 850             | 49°58′22″ s. š., 12°46′11″ v. d. | neznačeno |
| 27. | Podorlická pahorkatina        | Špičák               | 841             | 50°18′40″ s. š., 16°19′38″ v. d. | neznačeno |
| 28. | Jablunkovské mezihoří         | Girova               | 840             | 49°31′54″ s. š., 18°47′59″ v. d. | neznačeno |
| 29. | Krkonošské podhůří            | Hejlov               | 839             | 50°42′23″ s. š., 15°28′57″ v. d. | neznačeno |
| 30. | České středohoří              | Milešovka            | 837             | 50°33′18″ s. š., 13°55′54″ v. d. | modrá turistická značka |
| 31. | Javořická vrchovina           | Javořice             | 837             | 49°13′16″ s. š., 15°20′22″ v. d. | zelená turistická značka |
| 32. | Hornosvratecká vrchovina      | Devět skal           | 836             | 49°40′15″ s. š., 16°01′56″ v. d. | modrá turistická značka · žlutá turistická značka                                                                                     |
| 33. | Nízký Jeseník                 | Slunečná             | 802             | 49°50′23″ s. š., 17°25′48″ v. d. | červená turistická značka · modrá turistická značka                                                                                   |
| 34. | Lužické hory                  | Luž                  | 793             | 50°50′56″ s. š., 14°38′49″ v. d. | červená turistická značka |
| 35. | Švihovská vrchovina           | Koráb                | 775             | 49°23′44″ s. š., 13°04′31″ v. d. | zelená turistická značka · žlutá turistická značka                                                                                    |
| 36. | Křemešnická vrchovina         | Křemešník            | 769             | 49°24′16″ s. š., 15°19′30″ v. d. | červená turistická značka · modrá turistická značka · zelená turistická značka · žlutá turistická značka · naučná turistická značka   |
| 37. | Smrčiny                       | Háj                  | 757             | 50°14′01″ s. š., 12°12′06″ v. d. | modrá turistická značka · žlutá turistická značka                                                                                     |
| 38. | Vizovická vrchovina           | Klášťov              | 753             | 49°12′21″ s. š., 17°56′37″ v. d. | modrá turistická značka |
| 39. | Všerubská vrchovina           | Kameňák              | 751             | 49°16′14″ s. š., 13°03′09″ v. d. | neznačeno |
| 40. | Křižanovská vrchovina         | Harusův kopec        | 743             | 49°34′22″ s. š., 16°02′37″ v. d. | modrá turistická značka · místníčervená turistická značka · místnímodrá turistická značka                                             |
| 41. | Drahanská vrchovina           | Skalky               | 735             | 49°30′05″ s. š., 16°47′23″ v. d. | modrá turistická značka |
| 42. | Blatenská pahorkatina         | Drkolná              | 729             | 49°20′19″ s. š., 13°23′37″ v. d. | neznačeno |
| 43. | Děčínská vrchovina            | Děčínský Sněžník     | 724             | 50°47′35″ s. š., 14°06′31″ v. d. | červená turistická značka · zelená turistická značka · místnížlutá turistická značka                                                  |
| 44. | Vlašimská pahorkatina         | Javorová skála       | 723             | 49°31′48″ s. š., 14°31′12″ v. d. | červená turistická značka |
| 45. | Křivoklátská vrchovina        | Radeč                | 721             | 49°49′22″ s. š., 13°40′15″ v. d. | zelená turistická značka |
| 46. | Zábřežská vrchovina           | Lázek                | 715             | 49°55′33″ s. š., 16°42′19″ v. d. | červená turistická značka · zelená turistická značka · žlutá turistická značka                                                        |
| 47. | Plaská pahorkatina            | Vlčí hora            | 704             | 49°48′38″ s. š., 12°51′20″ v. d. | neznačeno |
| 48. | Ralská pahorkatina            | Ralsko               | 698             | 50°40′28″ s. š., 14°45′57″ v. d. | červená turistická značka |
| 49. | Svitavská pahorkatina         | Baldský vrch         | 693             | 49°40′47″ s. š., 16°20′43″ v. d. | neznačeno |
| 50. | Podčeskoleská pahorkatina     | Chebský vršek        | 679             | 49°59′28″ s. š., 12°33′37″ v. d. | neznačeno |
| 51. | Rakovnická pahorkatina        | Lišák                | 677             | 49°55′33″ s. š., 13°05′54″ v. d. | neznačeno |
| 52. | Železné hory                  | Vestec               | 668             | 49°45′04″ s. š., 15°45′50″ v. d. | žlutá turistická značka |
| 53. | Hornosázavská pahorkatina     | Roudnice             | 661             | 49°37′27″ s. š., 15°48′15″ v. d. | neznačeno |
| 54. | Rožnovská brázda              | kóta 646 m           | 646             | 49°25′33″ s. š., 18°19′02″ v. d. | neznačeno |
| 55. | Benešovská pahorkatina        | Stráž                | 638             | 49°31′41″ s. š., 13°50′52″ v. d. | neznačeno |
| 56. | Jevišovická pahorkatina       | Zadní hora           | 633             | 49°11′37″ s. š., 15°47′34″ v. d. | neznačeno |
| 57. | Táborská pahorkatina          | Velký Mehelník       | 633             | 49°17′40″ s. š., 14°13′28″ v. d. | místnízelená turistická značka |
| 58. | Šluknovská pahorkatina        | Hrazený              | 608             | 50°58′32″ s. š., 14°25′33″ v. d. | neznačeno |
| 59. | Žitavská pánev                | Prosečský hřeben     | 593             | 50°44′29″ s. š., 15°07′58″ v. d. | červená turistická značka · modrá turistická značka                                                                                   |
| 60. | Chřiby                        | Brdo                 | 587             | 49°10′16″ s. š., 17°18′32″ v. d. | červená turistická značka · modrá turistická značka · zelená turistická značka                                                        |
| 61. | Kladská kotlina               | Hůrka                | 585             | 50°03′01″ s. š., 16°43′55″ v. d. | neznačeno |
| 62. | Třeboňská pánev               | Baba                 | 583             | 49°00′07″ s. š., 14°33′39″ v. d. | neznačeno |
| 63. | Frýdlantská pahorkatina       | Andělský vrch        | 573             | 50°55′54″ s. š., 15°16′03″ v. d. | neznačeno |
| 64. | Jablunkovská brázda           | Kympa                | 572             | 49°33′07″ s. š., 18°50′21″ v. d. | neznačeno |
| 65. | Sokolovská pánev              | Zelený vrch          | 570             | 50°08′39″ s. š., 12°32′01″ v. d. | žlutá turistická značka |
| 66. | Jičínská pahorkatina          | Sokol                | 562             | 50°37′56″ s. š., 15°12′20″ v. d. | žlutá turistická značka |
| 67. | Boskovická brázda             | Nad Amerikou         | 553             | 49°33′16″ s. š., 16°38′07″ v. d. | neznačeno |
| 68. | Mikulovská vrchovina          | Děvín                | 550             | 48°52′10″ s. š., 16°38′59″ v. d. | zelená turistická značka |
| 69. | Džbán                         | Louštín              | 537             | 50°09′54″ s. š., 13°47′30″ v. d. | zelená turistická značka |
| 70. | Chebská pánev                 | Doubravský vrch      | 534             | 50°00′50″ s. š., 12°26′39″ v. d. | neznačeno |
| 71. | Žulovská pahorkatina          | Boží hora            | 525             | 50°18′37″ s. š., 17°06′42″ v. d. | modrá turistická značka |
| 72. | Litenčická pahorkatina        | Hradisko             | 518             | 49°12′04″ s. š., 17°07′16″ v. d. | červená turistická značka |
| 73. | Hořovická pahorkatina         | Bacín                | 499             | 49°53′48″ s. š., 14°06′12″ v. d. | neznačeno |
| 74. | Českobudějovická pánev        | Vráže                | 480             | 48°58′56″ s. š., 14°19′47″ v. d. | neznačeno |
| 75. | Bobravská vrchovina           | Kopeček              | 479             | 49°12′44″ s. š., 16°26′51″ v. d. | neznačeno |
| 76. | Dolnooharská tabule           | Říp                  | 461             | 50°23′10″ s. š., 14°17′23″ v. d. | červená turistická značka · modrá turistická značka · žlutá turistická značka                                                         |
| 77. | Orlická tabule                | U rozhledny          | 454             | 50°11′58″ s. š., 16°07′22″ v. d. | neznačeno |
| 78. | Ždánický les                  | U Slepice            | 439             | 49°06′01″ s. š., 17°02′57″ v. d. | červená turistická značka |
| 79. | Pražská plošina               | Na Rovinách          | 435             | 50°08′50″ s. š., 14°01′39″ v. d. | neznačeno |
| 80. | Mostecká pánev                | Salesiova výšina     | 422             | 50°37′00″ s. š., 13°40′21″ v. d. | žlutá turistická značka |
| 81. | Kyjovská pahorkatina          | Babí lom             | 417             | 49°00′54″ s. š., 17°03′18″ v. d. | zelená turistická značka |
| 82. | Jizerská tabule               | Rokytská horka       | 410             | 50°34′55″ s. š., 14°52′13″ v. d. | neznačeno |
| 83. | Moravská brána                | Obírka – jižní úbočí | 382             | 49°34′16″ s. š., 17°35′35″ v. d. | neznačeno |
| 84. | Středolabská tabule           | Dílce                | 366             | 49°57′01″ s. š., 14°58′34″ v. d. | neznačeno |
| 85. | Dyjsko-svratecký úval         | Výhon                | 355             | 49°02′31″ s. š., 16°38′21″ v. d. | zelená turistická značka |
| 86. | Východolabská tabule          | Na šancích           | 352             | 50°23′16″ s. š., 15°53′31″ v. d. | neznačeno |
| 87. | Hornomoravský úval            | Jelení vrch          | 345             | 49°46′24″ s. š., 16°58′50″ v. d. | neznačeno |
| 88. | Vyškovská brána               | Na Hanácké           | 339             | 49°21′08″ s. š., 17°03′50″ v. d. | neznačeno |
| 89. | Mohelnická brázda             | Homůlka              | 333             | 49°54′52″ s. š., 16°52′56″ v. d. | neznačeno |
| 90. | Ostravská pánev               | Kouty                | 333             | 49°43′54″ s. š., 18°21′58″ v. d. | zelená turistická značka |
| 91. | Opavská pahorkatina           | Almín kopec          | 315             | 50°00′05″ s. š., 17°58′57″ v. d. | neznačeno |
| 92. | Dolnomoravský úval            | Staré hory           | 302             | 48°43′41″ s. š., 16°40′58″ v. d. | neznačeno |
| 93. | Vidnavská nížina              | Písečník             | 290             | 50°24′24″ s. š., 17°00′51″ v. d. | neznačeno |
| 94. | Chvojnická pahorkatina        | Staré hory           | 265             | 48°51′28″ s. š., 17°17′48″ v. d. | neznačeno |